# Grand Slam Cup
La Grand Slam Cup (Coppa del Grande Slam in italiano) era un torneo di tennis che si è disputato annualmente a Monaco, in Germania, dal 1990 al 1999.

## Storia
L'evento era organizzato dalla Federazione Internazionale Tennis (ITF). L'ITF invitava i sedici tennisti che durante l'anno avevano ottenuto i migliori risultati nei quattro tornei del Grande Slam (Australian Open, Roland Garros, Wimbledon, US Open). Il torneo si è sempre disputato su campi indoor in sintetico. Durante i primi anni, veniva giocato in dicembre, successivamente è stato spostato verso il periodo di fine settembre/metà ottobre. Fino al 1997, il torneo era limitato ai soli uomini. Il torneo femminile è stato aggiunto nel 1998 ed è stato tenuto in simultanea con il torneo degli uomini.
Durante la sua esistenza, la Grand Slam Cup era famosa per avere il più alto montepremi fra tutti i tornei di tennis esistenti al mondo. Il vincitore riceveva 1,5 milioni di dollari americani. E secondo le regole, se il torneo fosse stato vinto da un giocatore che aveva già trionfato in un torneo dello slam nello stesso anno, questi avrebbe ricevuto un bonus di un altro milione di dollari. La grand Slam Cup, tuttavia, non era riconosciuta dall'associazione dei tennisti professionisti (ATP). Di conseguenza, i partecipanti non ricevevano punti per la classifica Atp e l'evento non era considerato un titolo ufficiale nella carriera dei partecipanti (a seguito della sospensione dell'evento nel 1999, l'Atp ha deciso di dare all'evento il riconoscimento completo con effetto retroattivo e lo ha aggiunto alle liste dei titoli ufficiali). Un compromesso fra l'ITF e l'ATP fu annunciato il 9 dicembre 1999, quando la coppa del grande Slam è stata inglobata al torneo dell'ATP Tennis Masters Cup (oggi ATP Finals), che si teneva annualmente in Germania.
Un risultato diretto della fusione dei due concorsi si è visto nelle regole di qualificazione per la Masters Cup, che include una differenza notevole rispetto alla Grand Slam Cup. Alla Masters Cup partecipano i primi otto giocatori che terminano la stagione ai vertici della classifica Atp. Questo significa che potrebbe essere escluso da questa competizione anche chi ha vinto un torneo dello slam durante l'anno, ma non ha guadagnato comunque punti sufficienti per scalare la classifica mondiale fino ai primi 8 posti. Secondo le regole attuali, i primi sette giocatori della classifica Atp si qualificano automaticamente per la Masters cup di tennis. L'ottavo giocatore, tuttavia, può essere scelto direttamente dall'Atp fra i primi 20 del mondo per particolari meriti nel singolo anno. Una situazione come questa si presentò nell'edizione del 2004 (a Houston, U.S.A.), in cui, la classifica ufficiale, presentava l'ottavo posto occupato da Andre Agassi, il quale venne però escluso e sostituito da Gastón Gaudio, che occupava il decimo posto in graduatoria, ma che aveva vinto quell'anno il Roland Garros. Il montepremi è invece rimasto pressoché lo stesso.
La qualificazione alla coppa avveniva secondo uno schema di punteggio attuato dalla stessa ITF. Questa attribuiva ai giocatori dei punti per le loro prestazioni nei tornei dello Slam (punti che variavano in base al raggiungimento di un turno piuttosto che un altro; ovviamente, più un giocatore, avanzava in tabellone, più punti accumulava). Dopo che tutti e quattro tornei dello Slam erano stati disputati, l'ITF sommava a ogni giocatore, i punti che questo aveva ottenuto nei 4 tornei. I 16 tennisti col punteggio più alto venivano invitati a disputarsi la Grand Slam Cup. Dato il numero considerevole di punti attribuiti dall'ITF al campione di uno slam, questo poteva dirsi già qualificato alla competizione, anche senza raggiungere altri risultati di rilievo nei restanti 3 tornei dello Slam.
Il sistema di gioco della Coppa del Grande Slam era lo stesso degli altri tornei di tennis: vi era quindi un tabellone a eliminazione diretta che cominciava con gli ottavi di finale; a seguire, quarti di finale, semifinali, e finale. Il tabellone veniva stilato tenendo presente il ruolo delle "teste di serie" a cui era evitato di scontrarsi fra loro nei primi turni.

## Finali

### Uomini
| Anno | Campioni         | Finalista        | Punteggio                   |
| ---- | ---------------- | ---------------- | --------------------------- |
| 1990 | Pete Sampras     | Brad Gilbert     | 6–3, 6–4, 6–2               |
| 1991 | David Wheaton    | Michael Chang    | 7–5, 6–2, 6–4               |
| 1992 | Michael Stich    | Michael Chang    | 6–2, 6–3, 6–2               |
| 1993 | Petr Korda       | Michael Stich    | 2–6, 6–4, 7–6(5), 2–6, 11–9 |
| 1994 | Magnus Larsson   | Pete Sampras     | 7–6(6), 4–6, 7–6(5), 6–4    |
| 1995 | Goran Ivanišević | Todd Martin      | 7–6(4), 6–3, 6–4            |
| 1996 | Boris Becker     | Goran Ivanišević | 6–3, 6–4, 6–4               |
| 1997 | Pete Sampras     | Patrick Rafter   | 6–2, 6–4, 7–5               |
| 1998 | Marcelo Ríos     | Andre Agassi     | 6–4, 2–6, 7–6(1), 5–7, 6–3  |
| 1999 | Greg Rusedski    | Tommy Haas       | 6–3, 6–4, 6(5)–7, 7–6(5)    |

### Donne
| Anno | Campionessa     | Finalista      | Punteggio     |
| ---- | --------------- | -------------- | ------------- |
| 1998 | Venus Williams  | Patty Schnyder | 6–2, 3–6, 6–2 |
| 1999 | Serena Williams | Venus Williams | 6–1, 3–6, 6–3 |